# Sân vận động Juba
Sân vận động Juba (tiếng Anh: Juba Stadium) là một sân vận động đa năng ở Juba, Nam Sudan. Đây là sân nhà của đội tuyển bóng đá quốc gia Nam Sudan. Sân hiện đang được cải tạo. Sân cũng đã tổ chức các trận đấu cho Giải vô địch bóng đá U-17 CECAFA 2009. Sân vận động có sức chứa 7.000 người và được mở cửa vào năm 1962. Một sân vận động mới có sức chứa 35.000 người ở Juba sẽ sớm được xây dựng.